# 鶴崎りか
鶴崎 りか（つるさき りか）は、日本のアニメプロデューサーである。ADKエモーションズ所属。

## 略歴
1996年、東北新社に入社。東北新社クリエイツを経て、2004年にアサツー ディ・ケイに入社。
『ドラえもん (2005年のテレビアニメ)』や『クレヨンしんちゃん』、『プリキュア』シリーズなど様々なアニメ作品をプロデュースしている。
肉と生魚が苦手であり、野菜で栄養補給をしている。

## 参加作品
特記しない限り、プロデューサーとしての参加。

### テレビアニメ
2001年
- テニスの王子様（2001年 - 2005年）

2002年
- 最終兵器彼女

2004年
- 妄想代理人
- 魔法少女隊アルス（2004年 - 2005年）
- ふたりはプリキュア（2004年 - 2005年）

2005年
- ふたりはプリキュア Max Heart（2005年 - 2006年）

2006年
- 妖怪人間ベム -HUMANOID MONSTER BEM-
- ふたりはプリキュア Splash Star（2006年 - 2007年）

2007年
- Yes!プリキュア5（2007年 - 2008年、企画）
- クレヨンしんちゃん（2007年8月17日 - 2017年3月17日:プロデューサー→2017年4月7日 - :チーフプロデューサー）

2009年
- フレッシュプリキュア!（2009年 - 2010年）

2010年
- ハートキャッチプリキュア!（2010年 - 2011年）
- ドラえもん（2010年 - 、チーフプロデューサー）

2014年
- 怪盗ジョーカー（2014年 - 2016年）

2022年
- ちみも（企画）

2023年
- BEYBLADE X（2023年 - 、エグゼクティブプロデューサー）

### 劇場アニメ
2006年
- 映画 ふたりはプリキュア Splash Star チクタク危機一髪!（企画協力）

2007年
- ピアノの森

2008年
- クレヨンしんちゃん ちょー嵐を呼ぶ 金矛の勇者

2009年
- クレヨンしんちゃん オタケベ!カスカベ野生王国

2010年
- 映画ドラえもん のび太の人魚大海戦（「映画ドラえもん」制作委員）
- クレヨンしんちゃん 超時空!嵐を呼ぶオラの花嫁

2011年
- 映画ドラえもん 新・のび太と鉄人兵団 〜はばたけ 天使たち〜
- クレヨンしんちゃん 嵐を呼ぶ黄金のスパイ大作戦

2012年
- 映画ドラえもん のび太と奇跡の島 〜アニマル アドベンチャー〜
- クレヨンしんちゃん 嵐を呼ぶ!オラと宇宙のプリンセス（チーフプロデューサー）

2013年
- 映画ドラえもん のび太のひみつ道具博物館
- クレヨンしんちゃん バカうまっ!B級グルメサバイバル!!（チーフプロデューサー）

2014年
- 映画ドラえもん 新・のび太の大魔境 〜ペコと5人の探検隊〜
- クレヨンしんちゃん ガチンコ!逆襲のロボとーちゃん（チーフプロデューサー）

2015年
- 映画ドラえもん のび太の宇宙英雄記
- クレヨンしんちゃん オラの引越し物語 サボテン大襲撃（チーフプロデューサー）

2016年
- 映画ドラえもん 新・のび太の日本誕生

2017年
- 映画ドラえもん のび太の南極カチコチ大冒険（「映画ドラえもん」製作委員）
- クレヨンしんちゃん 襲来!!宇宙人シリリ

2018年
- 映画ドラえもん のび太の宝島（「映画ドラえもん」製作委員）

2019年
- 映画ドラえもん のび太の月面探査記（「映画ドラえもん」製作委員）
- クレヨンしんちゃん 新婚旅行ハリケーン 〜失われたひろし〜

2020年
- 映画ドラえもん のび太の新恐竜（「映画ドラえもん」製作委員）
- クレヨンしんちゃん 激突! ラクガキングダムとほぼ四人の勇者
- STAND BY ME ドラえもん 2（「STAND BY ME ドラえもん2」製作委員）